# Loudenvielle
Loudenvielle là một xã thuộc tỉnh Hautes-Pyrénées trong vùng Occitanie tây nam nước Pháp. Xã này nằm ở khu vực có độ cao trung bình 960 mét trên mực nước biển.
Danh xưng dân địa phương trong tiếng Pháp là Loudenviellois.
Xã nằm trong thung lũng Louron, Loudenvielle là một địa điểm du lịch nổi tiếng với hồ nước, khu cắm trại, suối nước nóng và công viên nước.